# Rudi Smidts
Rudolf Smidts (Deurne, 1963. augusztus 12. – ) belga válogatott labdarúgó.

## Pályafutása

### Klubcsapatban
Pályafutása nagy részét a Royal Antwerpenben töltötte, ahol 1984 és 1997 között több, mint 400 mérkőzésen lépett pályára. Később játszott még a Charleroi, a Germinal Beerschot, a KV Mechelen és a KFC Schoten csapataiban. 

### A válogatottban
1992 és 1997 között 33 alkalommal szerepelt a belga válogatottban és 1 gólt szerzett. Részt vett az 1994-es világbajnokságon, ahol  a belga válogatott négy mérkőzésén pályára lépett. 

## Sikerei
Royal Antwerpen
- Belga kupa (1): 1991–92